# Beştepe, Yenimahalle
Beştepe là một xã thuộc huyện Yenimahalle, tỉnh Ankara, Thổ Nhĩ Kỳ.